# Вроново (Мазовецьке воєводство)
Вроново (пол. Wronowo) — село в Польщі, у гміні Карнево Маковського повіту Мазовецького воєводства.
Населення — 122 особи (2011).
У 1975-1998 роках село належало до Цехановського воєводства.

## Демографія
Демографічна структура станом на 31 березня 2011 року:
|          | Загалом | Допрацездатний вік | Працездатний вік | Постпрацездатний вік |
| -------- | ------- | ------------------ | ---------------- | -------------------- |
| Чоловіки | 72      | 12                 | 52               | 8                    |
| Жінки    | 50      | 12                 | 27               | 11                   |
| Разом    | 122     | 24                 | 79               | 19                   |